# Cửu Long, Garzê
Cửu Long chữ Hán giản thể: 九龙县, Hán Việt: Cửu Long huyện) là một huyện thuộc Châu tự trị dân tộc Tạng Cam Tư, tỉnh Tứ Xuyên, Cộng hòa Nhân dân Trung Hoa. Cửu Long nằm ở phía nam của Cam Tư. Huyện này có độ cao so với mực nước biển từ 1400 đến 6010 m, dân số khoảng 52.000 người. Huyện Cửu Long có các đơn vị hành chính gồm 17 hương và 1 trấn. Các dân tộc sinh sống ở đây có: người Tạng, người Hán, người Di. Huyện này là nơi sinh sống của bò Tây Tạng.